# Suimanga de Loveridge
El suimanga de Loveridge (Cinnyris loveridgei) és un ocell de la família dels nectarínids (Nectariniidae).

## Hàbitat i distribució
Habita boscos i clarianes dels monts Uluguru, de l'est de Tanzània.